# پژواک‌های رنگین‌کمان
پژواک‌های رنگین‌کمان (انگلیسی: Echoes of the Rainbow) یک فیلم کمدی-درام محصول سال ۲۰۱۰ سینمای هنگ کنگ به کارگردانی الکس لا با بازی سیمون یام، ساندرا نگ و عارف رحمان است. این فیلم برنده خرس بلورین بهترین فیلم در بخش داوری کودکان در جشنواره فیلم برلین ۲۰۱۰ شد. چاینا دیلی این فیلم را در فهرست ده فیلم برتر چینی سال ۲۰۱۰ قرار داد.
داستان خانواده‌ای کارگر در هنگ‌کنگی را روایت می‌کند که پسر بزرگ‌شان، یک پسر محبوب و ورزشکار، به سرطان خون مبتلا می‌شود. داستان فیلم در دهه ۱۹۶۰ هنگ کنگ بریتانیا می‌گذرد و در خیابان تاریخی وینگ لی در شهر شونگ وان فیلمبرداری شده است. بودجه فیلم توسط صندوق توسعه فیلم دولت هنگ کنگ تأمین شد.